# Veurey-Voroize
Veurey-Voroize – miejscowość i gmina we Francji, w regionie Owernia-Rodan-Alpy, w departamencie Isère.
Według danych na rok 1990 gminę zamieszkiwało 1080 osób, a gęstość zaludnienia wynosiła 88 osób/km² (wśród 2880 gmin regionu Rodan-Alpy Veurey-Voroize plasuje się na 736. miejscu pod względem liczby ludności, natomiast pod względem powierzchni na miejscu 957.).
Przez gminę przepływa rzeka Isère. 